# François Antoine de Legall
François Antoine de Legall, Sire de Kermeur (* 4. September 1702 in Versailles; † 1792 vermutlich in Paris) war ein französischer Schachspieler. Er war der Schachlehrer von François-André Danican Philidor und nach diesem der stärkste französische Meister des 18. Jahrhunderts.

## Name und Herkunft
Legall entstammte einer bretonischen Adelsfamilie. Für den Namen finden sich in der Literatur vielfach abweichende Schreibweisen wie Legal bzw. Légal oder Legalle beziehungsweise Kermur und Kermuy. In der Liste der Subskribenten der zweiten (1777 erschienenen) Auflage des Lehrbuchs von Philidor findet sich die Namensform „De Kermur Sire de Legalle“.
Sein Vater war nach Angaben Ken Whylds der General René François (de) Legall (1652–1724). Dieser wird in den Quellen in erster Linie auf Grund seiner Verdienste im Spanischen Erbfolgekrieg erwähnt. Der Schachspieler, der ältere von zwei Söhnen, sollte ein ähnlich hohes Alter wie seine Mutter erreichen, die vor ihrer Heirat Françoise-Marie de Vitart Saint-Clair hieß. Sie lebte noch 1775 als damals 88-Jährige; demnach wäre sie bei der Geburt Legalls fünfzehn Jahre alt gewesen.

## Schachlaufbahn
Der französische Enzyklopädist Denis Diderot beschrieb in seinem Werk Rameaus Neffe Légal (sic) als Dauergast im berühmten Café de la Régence. Legall ist als erster professioneller Schachspieler anzusehen, der im Café de la Régence um Wetteinsätze spielte, und dies jahrzehntelang bis ins hohe Alter. Dabei wurde der Unterschied der Spielstärke zwischen dem Berufsspieler und seinem Partiegegner durch entsprechende Vorgaben (Bauer und Zug, Leichtfigur, Turm usw.) ausgeglichen.
Seit 1741 war Legall Lehrer von François-André Danican Philidor, dem bedeutendsten Schachmeister des 18. Jahrhunderts. Nach drei Jahren bereits soll ihn Philidor besiegt haben. Das letzte Match zwischen den beiden Rivalen fand nach der Überlieferung 1755 statt; es unterstrich erneut die Überlegenheit des einstigen Schülers. In den folgenden Jahrzehnten behauptete Legall die zweite Position hinter Philidor, der später seinen Schwerpunkt nach London verlegte. Über sein Verhältnis zu der jüngeren Pariser Meistergeneration um Verdoni, deren Aufkommen er seit den 1770er Jahren erlebte, ist nichts bekannt.
In die Schachgeschichte ist Legall namentlich als Schöpfer des Seekadettenmatts eingegangen, das außerhalb Deutschlands meist als Legalls Matt bezeichnet wird. Hiervon abgesehen ist von ihm keine weitere Partie erhalten geblieben.